# Семенке сунцокрета
Семенке сунцокрета су семе сунцокрета (Helianthus annuus). Постоје три врсте најчешће коришћених семена сунцокрета: линолно (најчешћа), високоолеинско и семе сунцокретовог уља. Свака сорта има своје јединствене нивое мононезасићених, засићених и полинезасићених масти. Овај чланак односи се углавном на линолну сорту.
У комерцијалне сврхе, семе сунцокрета се обично класификује према узорку на љусци. Ако је љуска црна, семенке се називају црне семенке сунцокретовог уља. Ово семе се обично пресује да би се извукло уље. Пругасте семенке сунцокрета се првенствено једу као грицкалице; као резултат тога, могу се назвати кондиторским семенкама сунцокрета.
Термин "семе сунцокрета" је заправо погрешан назив када се примењује на семе у његовом перикарпу (љусци). Ботанички гледано, то је главочика. Када се ољушти, јестиви остатак назива се језгро сунцокрета или срце.

## Производња
| Држава                           | Производња (милиони тона) |
| -------------------------------- | ------------------------- |
| Русија                           | 13.3                      |
| Украјина                         | 13.1                      |
| Аргентина                        | 3.2                       |
| Кина                             | 2.4                       |
| Румунија                         | 2.2                       |
| Турска                           | 2.1                       |
| Бугарска                         | 1.7                       |
| Мађарска                         | 1.7                       |
| Укупно                           | 50.2                      |
| Извор: ФАОСТАТ Уједињених нација |                           |

У 2020. глобална производња семена сунцокрета била је 50 милиона тона, на челу са Русијом и Украјином са 53% укупне светске производње заједно (табела). Аргентина, Кина и Румунија су такође дале значајне количине.

## Употреба
Семе сунцокрета се чешће једе као ужина него као део оброка. Такође се може користити као украс или састојак у разним рецептима. Семе се може продавати као семе у љусци или ољуштено језгро. Семе се такође може исклијати и јести у салатама.
Када се семе у љусци прерађује, прво се осуши. Након тога, може се испећи или посути сољу или брашном ради очувања укуса.
Семе сунцокрета које се продаје у кесама једе се или обично, сољено (понекад се назива „обично“) или са аромом коју додаје произвођач. Примери укуса укључују роштиљ, киселе краставце, љути сос, сланину и сир.
У љусци, семенке сунцокрета су посебно популарне у медитеранским, источноевропским и азијским земљама где се могу купити свеже печене и обично се конзумирају као улична храна, док се љуска отвара зубима и испљуне, а у многим земљама, могу се купити свеже упаковане, са разним печеним укусима. У Сједињеним Државама, играчи бејзбола их обично једу као алтернативу дувану за жвакање.
Механички ољуштена језгра се продају сирова или печена и понекад се додају хлебу и другим пекарским производима због њиховог укуса. У Белорусији, Русији, Украјини и Румунији од прженог млевеног семена прави се врста алве. Сунцокретов путер је сличан путеру од кикирикија, али користи семенке сунцокрета уместо кикирикија и уобичајена је замена у школама за децу са алергијом на орашасте плодове. Семе сунцокрета се такође користи као храна за кућне љубимце и дивље птице.

### Исхрана
У 100 грама, сушене целе сунцокретове семенке садрже 584 килокалорије и састоје се од 5% воде, 20% угљених хидрата, 51% укупне масти и 21% протеина (табела). Семе је богат извор протеина, дијеталних влакана, више Б витамина и витамина Е. Семе такође садржи висок ниво дијететских минерала, укључујући магнезијум, манган, фосфор, гвожђе и цинк.
Половина порције од 100 грама је масноћа, углавном мононезасићене и полинезасићене масти, пре свега линолна киселина. Осим тога, семе садржи фитостероле који могу допринети нижим нивоима холестерола у крви.

### Пресовано уље
Током деценија, сунцокретово уље је постало популарно широм света. Уље се може користити какво јесте или се може прерадити у полинезасићене маргарине. Уље се обично екстрахује применом великог притиска на семе сунцокрета и сакупљањем уља. Погача богата протеинима која остаје након што се семе преради за уље користи се као храна за стоку.
Оригинално сунцокретово уље (линолно сунцокретово уље) има висок садржај полинезасићених масних киселина (око 68% линолне киселине) и мало засићених масти, као што су палмитинска киселина и стеаринска киселина. Међутим, развијени су различити хибриди да би се променио профил масних киселина усева за различите намене.

## Љуске
Љуске су углавном састављене од целулозе, споро се распадају и могу се сагорети као гориво од биомасе. Љуске гајеног сунцокрета (Helianthus annuus) садрже алелопатска једињења која су токсична за траве и огромну већину култивисаних баштенских биљака. Само мали број баштенских биљака, као што су дневни љиљани, није под утицајем алелопатских једињења која се налазе у љусци сунцокрета.